# Lepeophtheirus hexagrammi
Lepeophtheirus hexagrammi is een eenoogkreeftjessoort uit de familie van de Caligidae. De wetenschappelijke naam van de soort is voor het eerst geldig gepubliceerd in 1951 door Gusev.